# Филодендрон двоякоперистый
Филоде́ндрон двоякопе́ристый, или Филоде́ндрон дваждыперистонадре́занный, или Филоде́ндрон Селло (лат. Philodéndron bipinnatifidum) — вечнозелёное цветковое многолетнее растение, вид рода Филодендрон (Philodendron) семейства Ароидные (Araceae).
Больше известен как филодендрон Селло, но это название теперь относится к синонимам вида.

## Ботаническое описание
Лазящие лианы со множеством воздушных корней, служащих как опорой растениям, имеющим большую массу, так и для доставки воды и питательных веществ из почвы.
Ствол прямостоячий, короткий, древеснеющий, гладкий, со следами опавших листьев, образующих красивый рисунок из светлых овалов, у взрослых растений толстый, густо олиственный на конце.
Листья стреловидные, дважды-перисторассечённые, с 1—4 долями, крупные, 60—90 см длиной, кожистые, зелёные, со слегка сероватым оттенком. Черешки длинные.
Соцветие — початок, 16—18 см длиной, пурпурный снаружи, белый внутри. Мужские цветки находятся на конце початка, а женские, отделённые от них стерильными мужскими цветками, — внизу.

### Цветение
Датский ботаник Варминг подметил интересные явления, происходящие во время цветения филодендрона дваждыперистонадрезанного. Раскрытие покрывала сопровождается повышением температуры пыльников на 12,5 °C по сравнению с температурой окружающей среды и поддерживается в течение женской фазы цветения. Высокая температура усиливает одуряющий запах, исходящий от початка, тем самым привлекая множество насекомых-опылителей. Опыление производится жуками рода Cyclocephala из подсемейства Дупляки. Их привлекает в соцветии также ароматная, вязкая, желтоватая жидкость, выделяемая секреторными клетками на внутренней поверхности покрывала в области женского соцветия. Ползая в основании соцветия, жуки опыляют цветки пыльцой, принесённой на их тельцах с других соцветий.

### Плодоношение
Во время формирования плодов верхняя часть соцветия подвядает и опадает, нижняя, несущая завязи, разрастается и образует плотное соплодие из жёлтых 5—6-семянных ягод, увенчанных черноватыми рыльцами. Кисло-сладкие плоды распространяются животными, главным образом, летучими мышами и обезьянами.
|                                                                              |  |
| Слева направо: ствол со следами опавших листьев и воздушными корнями, листья |  |

## Распространение
Растёт во влажных тропических лесах, на болотах, в сырых местах в Боливии (Санта-Крус), Бразилии (юг), Аргентине (север), Парагвае на высоте 200—300 м над уровнем моря.

## Практическое использование
Местные жители используют филодендрон двоякоперистый на различные цели: млечный сок в качестве лекарства, ягоды в пищу, а воздушные корни на изготовление грубых верёвок и деревянных гвоздей.
Выращивается в тёплых оранжереях и комнатах. В США используется в декоративных посадках на севере Центральной и во всей Южной Флориде. 

## Классификация

### История
Филодендрон двоякоперистый (Philodendron bipinnatifidum) и Филодендрон Селло (Philodendron selloum) рассматривались до 1900 года как два различных вида, но исследования репродуктивных особенностей этих видов привели ботаника Королевских ботаническох садов Кью Саймона Мауо к заключению, что они являются многообразными проявлениями одного и того же вида и у этих видов нет каких-либо анатомических отличий.